# Leonhardus Lessius

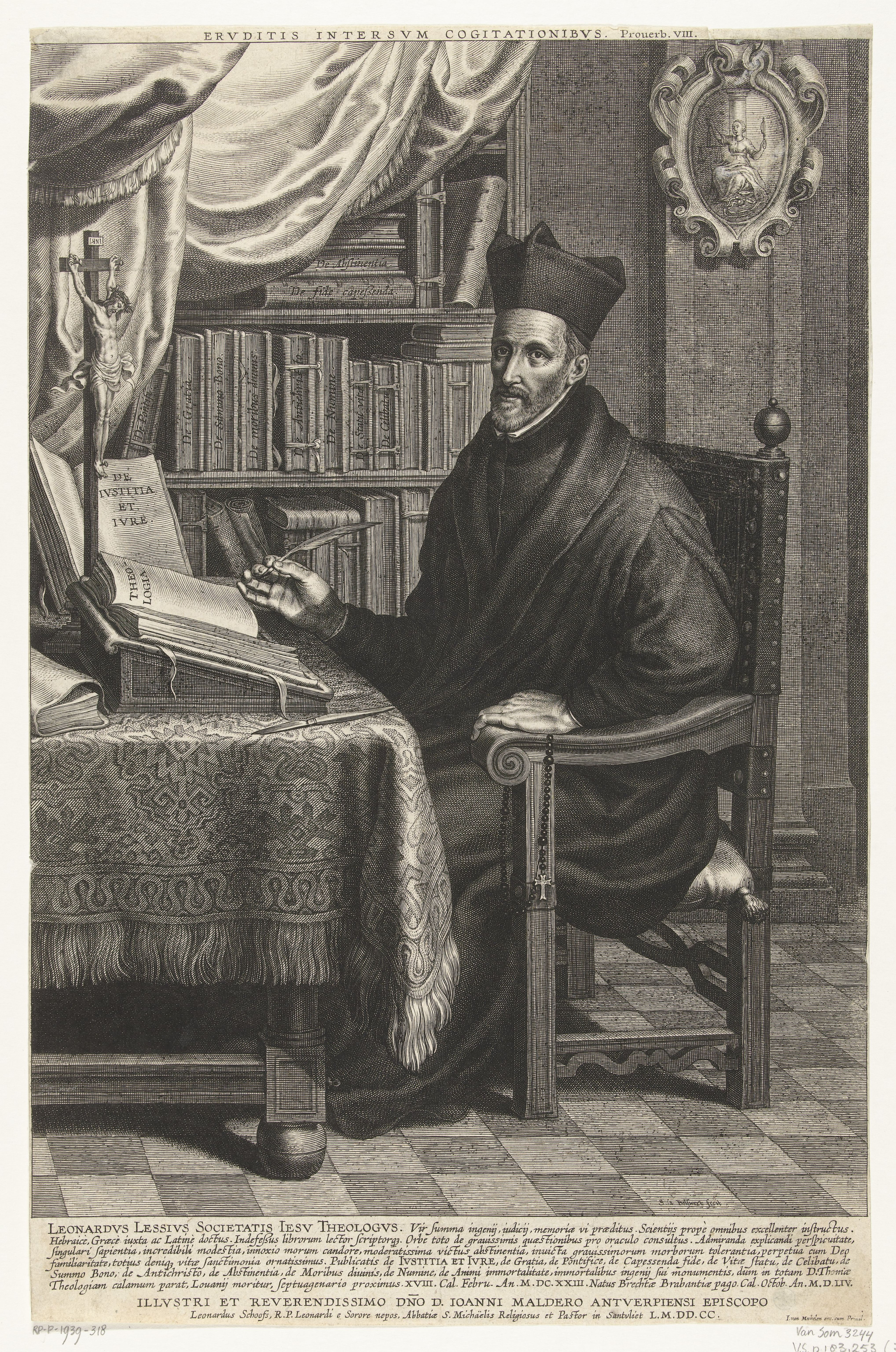
Leonard Lessius

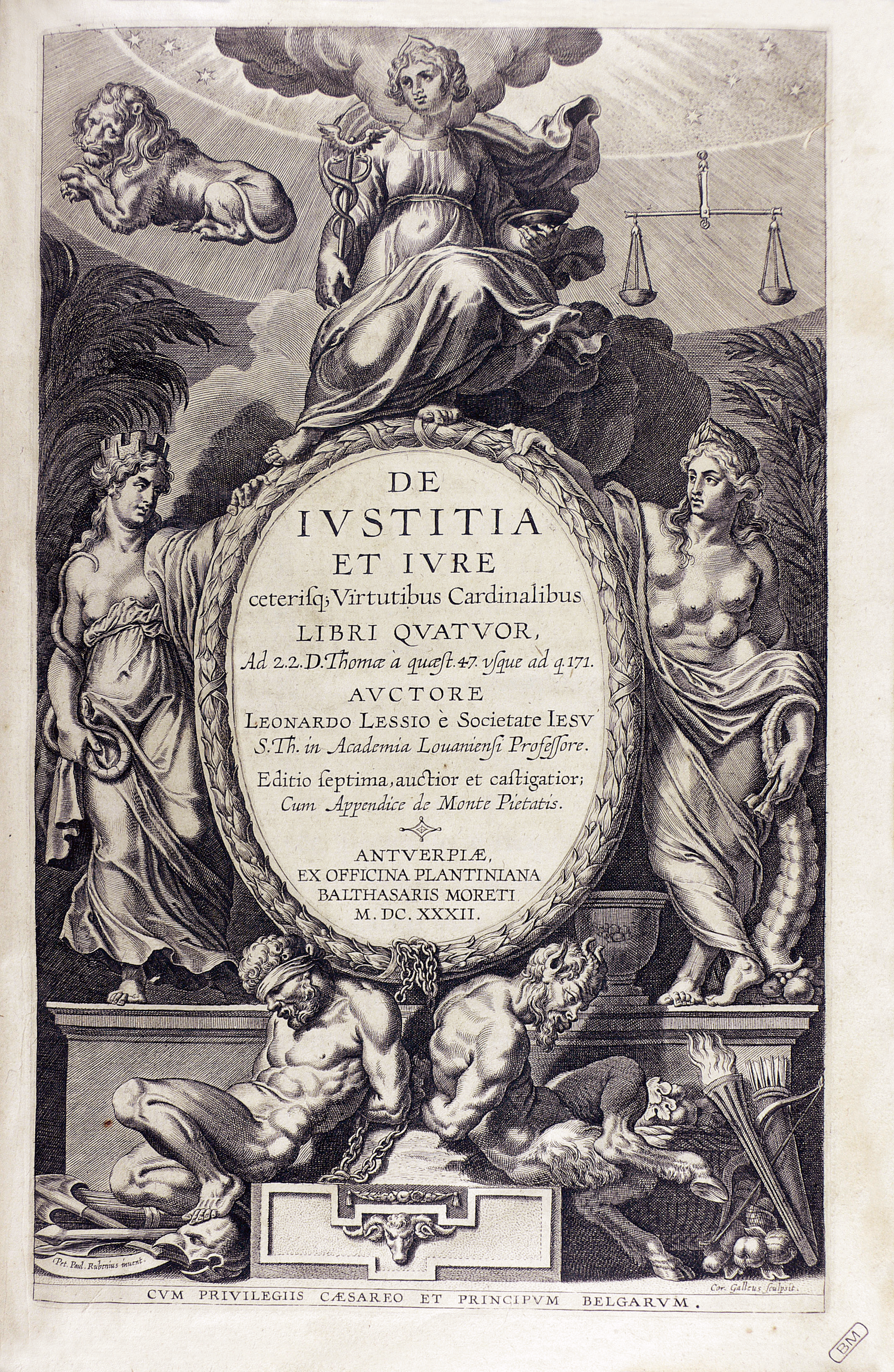
De iustitia et iure, 1632

Leonhardus Lessius (Lenaert Leys; * 1. Oktober 1554 in Brecht bei Antwerpen; † 15. Januar 1623 in Löwen) war ein jesuitischer Moraltheologe in der Zeit der Gegenreformation. Er gehört zu den scholastischen Vordenkern der Wirtschaftsethik.
Lessius gilt als ein maßgeblicher Vertreter der seconda scolastica und zählte bis weit ins 18. Jahrhundert zu den moraltheologischen Autoritäten. Wie der katholisch-thomistische Naturrechtsdiskurs des 16. und 17. Jahrhunderts insgesamt, geriet die scholastische Theologie dieser Art (Quästionenordnung) dann aber stark in Vergessenheit.

## Leben
Geboren als Lenaert Leys, Landwirt und Schöffe von Brecht, und Maria Jan Wouter Aerts Derkindern, wächst Lessius in einer Familie mit vier Kindern auf, deren einziger Junge er ist, aber deren Eltern bald sterben. Nach der Grundschule in seinem Dorf, wird er von seinem Onkel Huibrecht Leys gedrängt, seine Studien am Atrechtcollege in Löwen fortzusetzen. Mit einem Stipendium studiert er in der Pedagogie Het Varken, wo er 1572 zum primusaller Philosophiestudenten erklärt wird.
Im selben Jahr beschließt er, in die Jesuiten einzutreten, statt sein Studium an der Universität Löwen fortzusetzen, wie es ihm empfohlen worden war. Nachdem er 1574 sein Noviziat am Jesuitenkolleg Saint-Omer absolviert hat, unterrichtet er Philosophie am Jesuitkolleg Anchin von Douai, wo er bei Robert Southwell unterrichtet. Als Autodidakt lernt er Altgriechisch, Bibelkunde, Patristik, Theologie und kanonisches Recht sowie Zivilrecht zu lernen.
Im Jahre 1583, nach einem Studienjahr in Lüttich, wurde er an das Collegium Romanum geschickt, um seine theologische Ausbildung fortzusetzen. Dort lernte er Robert Bellarmin und vor allem Francisco Suarez kennen, der ihm die von der Schule von Salamanca erneuerte Scholastik beibrachte. Dort lernte er auch Maffeo Barberini kennen, den späteren Papst Urban VIII.
Nach seiner Rückkehr in sein Heimatland wurde er 1585 zum Professor für Theologie an der Universität Löwen ernannt. Während seiner frühen Jahre als Professor engagierte er sich in der theologischen Debatte mit Michael Bajus um Themen der Prädestination und Willensfreiheit, die 1587–88 in der Zensurierung 34 der in seinen „Theses theologicæ“ (Lovania, 1586) veröffentlichten Lehrsätze mündete. Dabei geriet er in Schwierigkeiten mit der Ordensleitung. Aus diesen Verwicklungen konnte er sich zeitlebens nicht mehr lösen.
Ab 1600 wurde Lessius aufgrund seiner gesundheitlichen Probleme weitgehend von seinen Lehraufgaben entbunden. Er nutzte diese Zeit, um einige Inspektionsaufgaben für den Jesuitenorden mit Olivier Mannaerts durchzuführen und sich vor allem dem Schreiben seiner Werke zu widmen.

## Bedeutung und Wirkung

### Vertragsrecht
Lessius spielt eine grundlegende Rolle in der Geschichte des Schuldrechts, die Grotius maßgeblich inspiriert hat.
So verstärkt er nach den Entwürfen von Domingo de Soto die Tendenz zur Systematisierung der Rechtssachen. Ebenso systematisiert er das Regime der Willensmangel im Falle eines Irrtums oder Vorsatz, erlaubt die Aufhebung der Verpflichtung zugunsten des Geschädigten und beendet damit die Unterscheidung des römischen Rechts zwischen bonae fidei Vertrag und stricti iuris Vertrag. Er erlaubt auch, zusammen mit Luis de Molina, die Trennung zwischen Vertragsrecht und Testamentsrecht.
Überzeugter Anhänger des Konsensualismus, gibt er jedoch zu, dass die Behörden ihn einschränken können, um eine bestimmte Bevölkerung zu schützen, das gemeinsame Interesse zu gewährleisten oder das Heil der Seele zu sichern. Lessius formuliert ebenfalls ein Prinzip der Vertragsfreiheit und konzipiert bereits das Prinzip der verbindlichen Vertragskraft, die dann voll von Pedro de Oñate übernommen werden. Er gibt auch die Theorie der Unvorhersehbarkeit zu, wobei er bedenkt, dass man sich nicht wünschen kann, und daher gebunden werden kann, was nicht vorgesehen werden kann.
Er denkt auch über den Begriff des gerechten Preises nach, den er als der Rest der Schule von Salamanca als Ergebnis der menschlichen Wertschätzung betrachtet: Er glaubt, dass dieser Begriff einen gewissen Spielraum hat, abhängig von Angebot und Nachfrage, von der Währungssituation, der Art der Transaktion usw.

### Wirtschaftsethik
Lessius, der für seine Arbeiten als „Meister der wirtschaftlichen Analyse“ anerkannt wurde, insbesondere für seine Präfigurierung der Liquiditätsprämie, erweist sich als einer der großen Verfechter neuer merkantiler Praktiken, die manchmal der traditionellen Rechtsauslegung zuwiderliefen, am Beispiel seiner Verteidigung der Monte di Pietà oder der Figur des contractum trinus.
Er stützt sich auf die thomistische Philosophie, das römische Recht, aber auch auf empirische Beobachtungen der Funktionsweise der Märkte und liefert den Verfechtern der kommerziellen Entwicklung und des Kapitalismus viele Argumente.
Im gleichen Sinne interessiert er sich auch für ethische und deontologische Fragen der Funktionen von Anwälten und Beratern.

## Werke

De gratia efficaci

### Ausgaben zu Lebzeiten
- Theses theologicæ, Lovania 1586
- De iustitia et iure caeterisque virtutibus cardinalibus libri IV, Lovania, 1605 (Antverpiae 1609, Parisiis 1606, 1618)
- De bono statu eorum qui vovent..., Colonia 1615
- De perfectionibus moribusque divinis, Amberes 1620

### Wissenschaftliche Edition
- De iustitia et iure caeterisque virtutibus cardinalibus. Über die Gerechtigkeit und das Recht und die übrigen Kardinaltugenden
  - Teil 1: De prudentia. Über die Klugheit. De iustitia in genere eqs. Grundbegriffe. Übersetzt von Klaus Wille unter Mitarbeit von Konstantin Liebrand, herausgegeben von Nils Jansen. Frommann-Holzboog, Stuttgart 2020, ISBN 978-3-7728-2901-7.
  - Teil 2: De restitutione. Über die Restitution. Übersetzt von Klaus Wille unter Mitarbeit von Konstantin Liebrand, herausgegeben von Nils Jansen. Frommann-Holzboog, Stuttgart 2022, ISBN 978-3-7728-2902-4.